# 8453 Flaviataldini
8453 Flaviataldini este o planetă minoră (asteroid), cu un diametru de 16,296 km, din centura de asteroizi. A fost descoperită pe 1 martie 1981 la Observatorul La Silla de Henri Debehogne. 
Obiectul prezintă o orbită caracterizată de o semiaxă mare de 3,2036081 UAi, o excentricitate de 0,14, o înclinație de 10,7481 ° în raport cu ecliptica.